# Намханган
Намханган (кор. 남한강?, 南漢江?) — река в Южной Корее, приток одной из крупнейших рек Южной Кореи, Хангана. Протекает по территории провинций Чхунчхон-Пукто, Канвондо и Кёнгидо. Длина реки составляет 359,1 км (375 км), на территории её бассейна (12343,7 км², 12577 или 12407) проживает около 1,5 млн человек (2011).
Исток реки находится под горой Одэсан (высотой 1563 м).
Намханган течёт в южном направлении около 230 км до водохранилища Чхунджу, протекает через Чхунджу, после чего течёт на северо запад. Через 120 км Намханган сливается с рекой Пукханган, образуя реку Ханган.
Около 73,5 % бассейна реки занимают леса, около 15,3 % — рисовые поля. Крупнейшие города в бассейне — Чхунджу, Вонджу и Чхехон.
Крупнейшими притоками реки являются Пхёнчханган (평창강, площадь бассейна 1781 км²), Тальчхон (площадь бассейна 1625 км²) и Сомга (площадь бассейна 1485 км²). Расход воды составляет 660,6 м³/с (Йоджу).
Высота устья — 2066 м над уровнем моря.
Среднегодовая норма осадков в районе реки составляет около 1221 мм в год (1409 мм). Две трети ежегодных осадков выпадает с середины июня по середину сентября.
В среднем течении реки, у города Чхунджу, находится плотина Чхунджу. Река обеспечивает водой миллионы людей.
Согласно исследованию 2006 года, БПК воды в низовьях реки достигает значения 3,7 мг/л, а ХПК — 5,9 мг/л. Согласно другому исследованию, ХПК воды в бассейне реки достигало значения 10 мг/л в начале 2000-х годов и было максимальным в застроенной местности. Температура воды в низовьях реки колеблется между 0,1°С и 33,8°С; кислотность — между 6,8 и 9,5; концентрация фосфора — между 0,004 и 1,36 мг/л; концентрация азота — между 0,420 и 14,045 мг/л (2017—2019).
Исследование 2013 года показало, что вдоль реки произрастает 430 видов сосудистых растений.
В уезде уезд Танъян-гун вдоль отвесного берега реки проложена деревянная тропа Танъянган длиной 1,2 км.